# Psilomorpha divisus
Psilomorpha divisus är en skalbaggsart som först beskrevs av Francis Polkinghorne Pascoe 1871.  Psilomorpha divisus ingår i släktet Psilomorpha och familjen långhorningar. Inga underarter finns listade i Catalogue of Life.